# Olympische Sommerspiele 2020/Leichtathletik – 400 m (Frauen)
Der 400-Meter-Lauf der Frauen bei den Olympischen Spielen 2020 in Tokio wurde vom 3. bis 6. August 2021 im Nationalstadion ausgetragen.
Olympiasiegerin wurde Shaunae Miller-Uibo von den Bahamas, die mit 48,36 s einen neuen Kontinentalrekord für Amerika aufstellte. Silber gewann Marileidy Paulino aus der Dominikanischen Republik und Bronze ging an die US-Amerikanerin Allyson Felix.

## Aktuelle Titelträgerinnen
| Olympiasiegerin                         | Shaunae Miller ( Bahamas)          | 49,44 s | Rio de Janeiro 2016 |
| Weltmeisterin                           | Salwa Eid Naser ( Bahrain)         | 48,14 s | Doha 2019           |
| Europameisterin                         | Justyna Święty-Ersetic ( Polen)    | 50,41 s | Berlin 2018         |
| Nord-/Zentralamerika-/Karibik-Meisterin | Stephenie Ann McPherson ( Jamaika) | 51,15 s | Toronto 2018        |
| Südamerikameisterin                     | Tiffani Marinho ( Brasilien)       | 52,81 s | Lima 2019           |
| Asienmeisterin                          | Salwa Eid Naser ( Bahrain)         | 51,34 s | Doha 2019           |
| Afrikameisterin                         | Caster Semenya ( Südafrika)        | 49,96 s | Asaba 2018          |
| Ozeanienmeisterin                       | Bendere Oboya ( Australien)        | 52,76 s | Townsville 2019     |

## Rekorde

### Bestehende Rekorde
| Weltrekord         | Marita Koch ( DDR)             | 47,60 s | Canberra, Australien   | 6. Oktober 1985 |
| Olympischer Rekord | Marie-José Pérec ( Frankreich) | 48,25 s | Finale OS Atlanta, USA | 29. Juli 1996   |

Der bestehende olympische Rekord wurde bei diesen Spielen nicht erreicht. Die schnellste Zeit erzielte Olympiasiegerin Shaunae Miller-Uibo von den Bahamas mit 48,36 s im Finale am 6. August. Den Olympiarekord verfehlte sie dabei nur um elf Hundertstelsekunden. Zum Weltrekord fehlten ihr 76 Hundertstelsekunden.

### Rekordverbesserungen
Es wurde ein Kontinentalrekord aufgestellt und darüber hinaus gab es drei neue Landesrekorde.
- Kontinentalrekord:
  - 48,36 s (Amerikarekord) – Shaunae Miller-Uibo (Bahamas), Finale am 6. August
- Landesrekorde:
  - 49,38 s – Marileidy Paulino (Dominikanische Republik), erstes Halbfinale am 4. August
  - 50,11 s – Sada Williams (Barbados), drittes Halbfinale am 4. August
  - 49,20 s – Marileidy Paulino (Dominikanische Republik), Finale am 6. August

## Vorrunde
Die Vorrunde wurde in sechs Läufen durchgeführt. Für das Halbfinale qualifizierten sich pro Lauf die ersten drei Athletinnen (hellblau unterlegt). Darüber hinaus kamen die sechs Zeitschnellsten, die sogenannten Lucky Loser (hellgrün unterlegt), weiter.

### Lauf 1

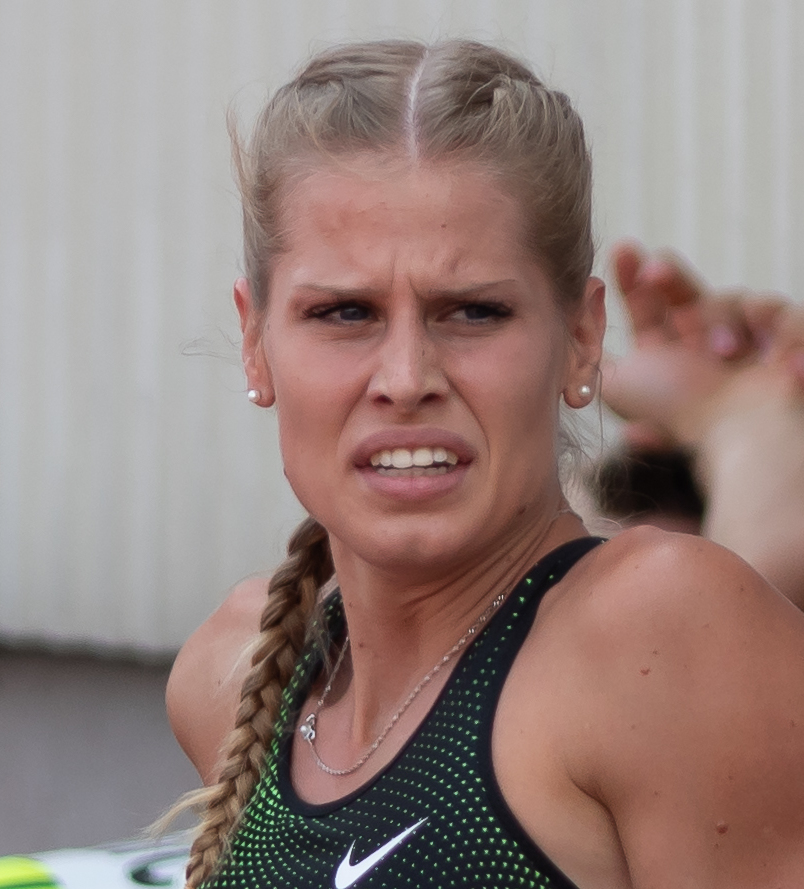
Anita Horvat – ausgeschieden als Sechste des ersten Vorlaufs

3. August 2021, 09:45 Uhr (2:45 Uhr MESZ)
| Platz | Name                 | Nation    | Zeit (s) | Anmerkung |
| ----- | -------------------- | --------- | -------- | --------- |
| 1     | Shaunae Miller-Uibo  | Bahamas   | 50,50    |           |
| 2     | Roxana Gómez         | Kuba      | 50,76    | PB        |
| 3     | Sada Williams        | Barbados  | 51,36    | SB        |
| 4     | Aliyah Abrams        | Guyana    | 51,44    | SB        |
| 5     | Kyra Constantine     | Kanada    | 51,69    |           |
| 6     | Anita Horvat         | Slowenien | 52,34    |           |
| 7     | Patience Okon George | Nigeria   | 52,41    |           |

### Lauf 2
3. August 2021, 09:53 Uhr (2:53 Uhr MESZ)
| Platz | Name             | Nation         | Zeit (s) | Anmerkung                                |
| ----- | ---------------- | -------------- | -------- | ---------------------------------------- |
| 1     | Jodie Williams   | Großbritannien | 50,99    |                                          |
| 2     | Quanera Hayes    | USA            | 51,07    |                                          |
| 3     | Cátia Azevedo    | Portugal       | 51,26    |                                          |
| 4     | Lisanne de Witte | Niederlande    | 51,68    | SB                                       |
| 5     | Bendere Oboya    | Australien     | 52,37    |                                          |
| DNF   | Amantle Montsho  | Botswana       |          |                                          |
| DNF   | Meleni Rodney    | Grenada        |          |                                          |
| DSQ   | Aliya Boshnak    | Jordanien      |          | IWR Regel 163, TR17.3.1 – Bahnübertreten |

### Lauf 3

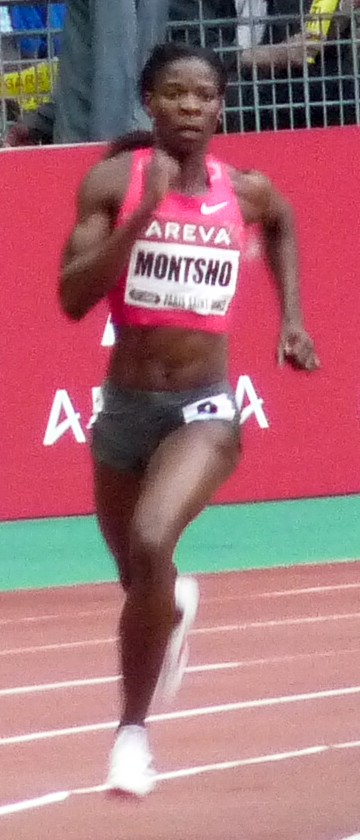
Amantle Montsho – Rennen im zweiten Vorlauf nicht beendet
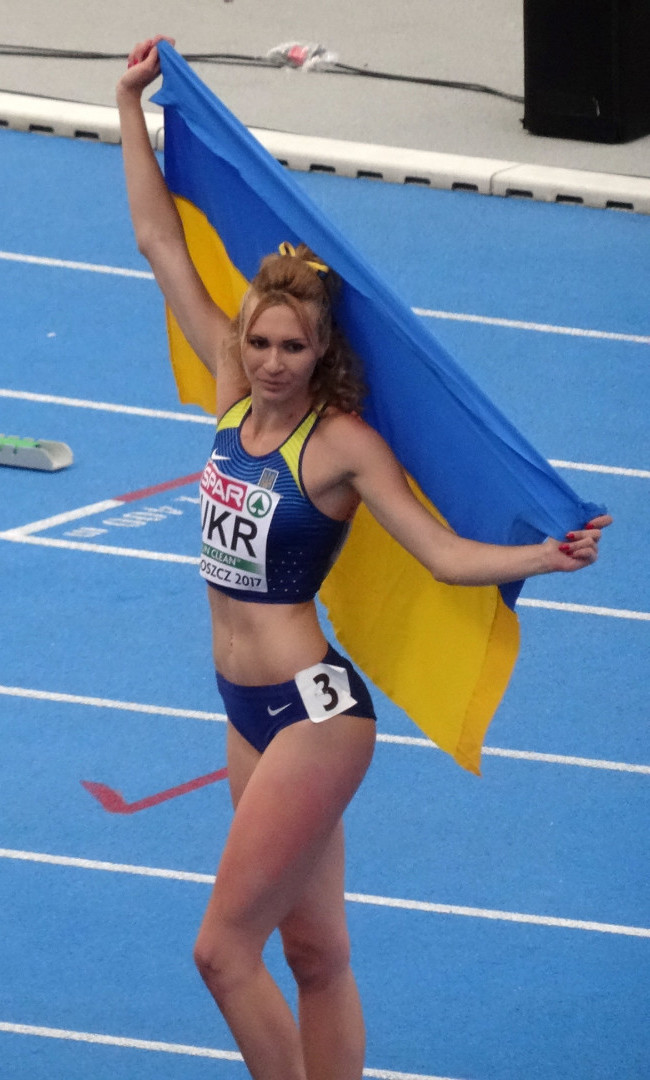
Tetjana Melnyk – ausgeschieden als Achte des dritten Vorlaufs

3. August 2021, 10:01 Uhr (3:01 Uhr MESZ)
| Platz | Name              | Nation         | Zeit (s) | Anmerkung |
| ----- | ----------------- | -------------- | -------- | --------- |
| 1     | Allyson Felix     | USA            | 50,84    |           |
| 2     | Roneisha McGregor | Jamaika        | 51,14    |           |
| 3     | Lada Vondrová     | Tschechien     | 51,14    | PB        |
| 4     | Ama Pipi          | Großbritannien | 51,17    |           |
| 5     | Tiffani Marinho   | Brasilien      | 52,11    |           |
| 6     | Leni Shida        | Uganda         | 52,48    |           |
| 7     | Samantha Dirks    | Belize         | 54,16    | SB        |
| 8     | Tetjana Melnyk    | Ukraine        | 54,99    |           |

### Lauf 4

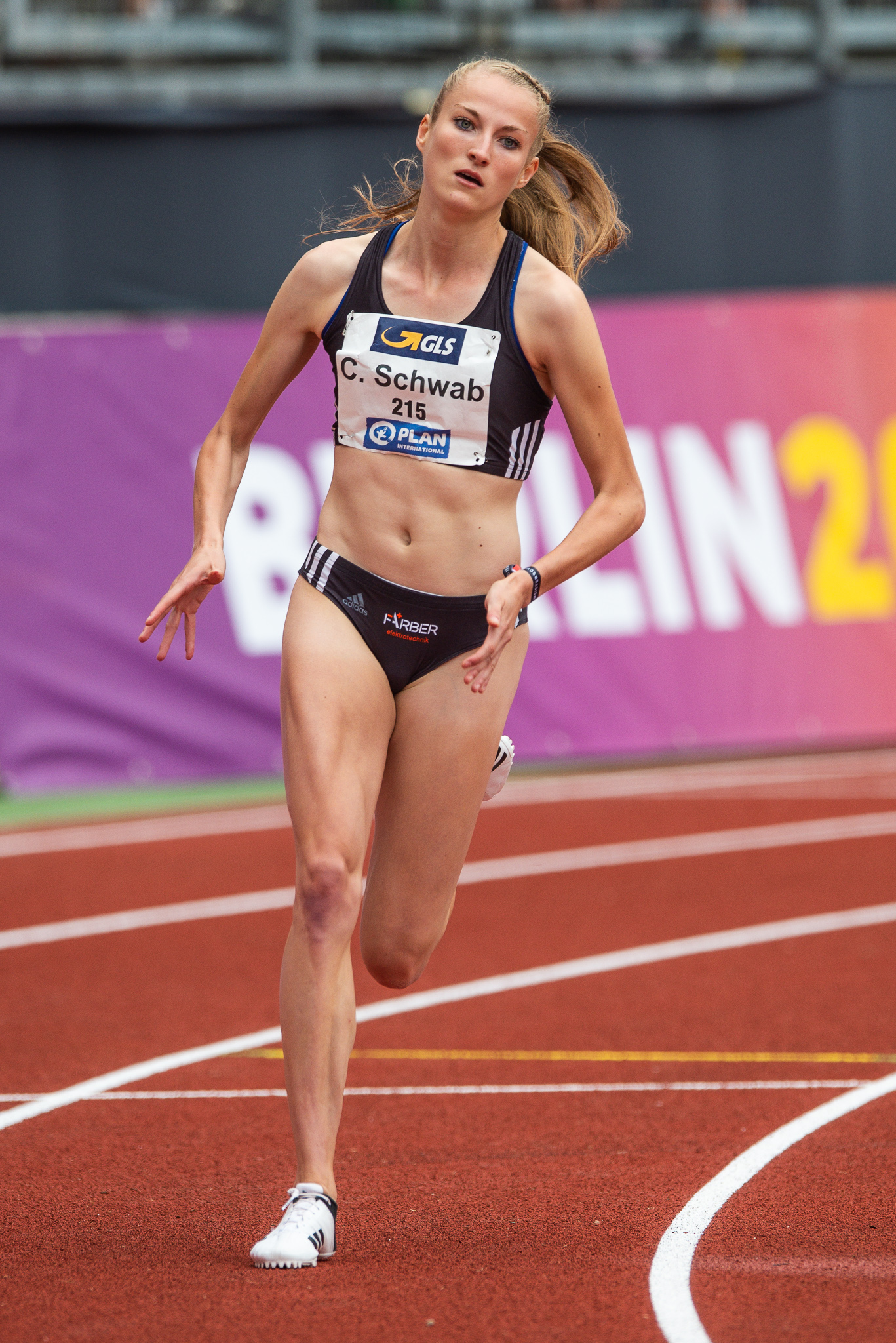
Corinna Schwab – ausgeschieden als Vierte des vierten Vorlaufs
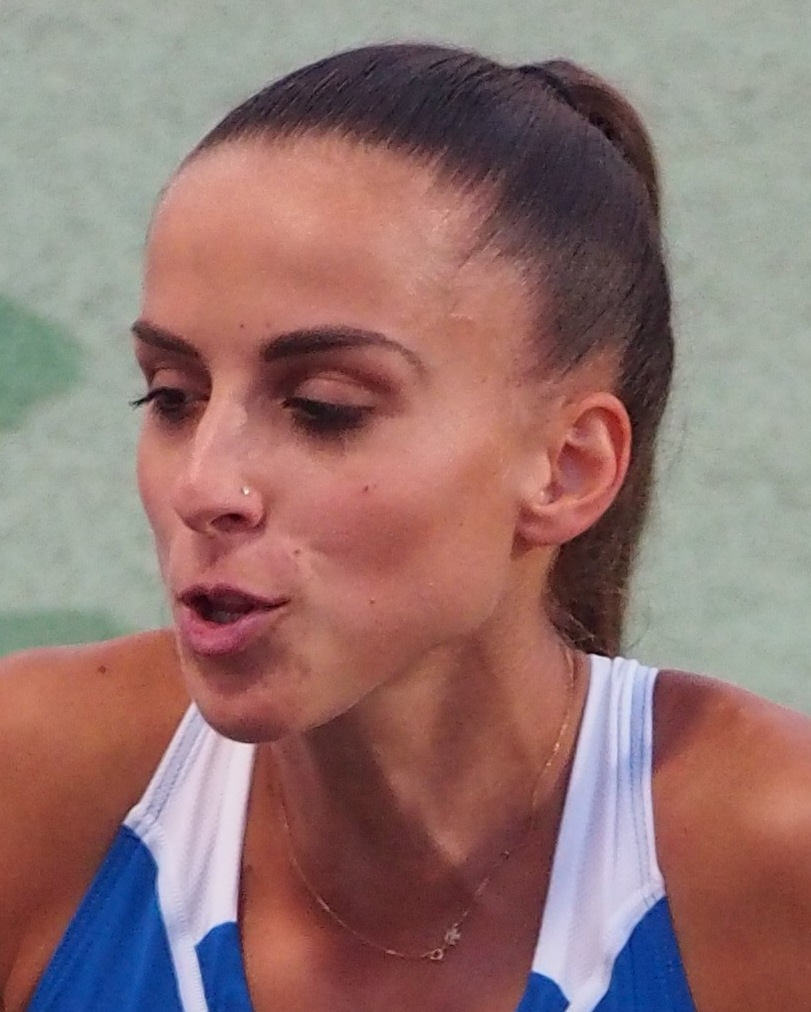
Irini Vasiliou – ausgeschieden als Fünfte des vierten Vorlaufs
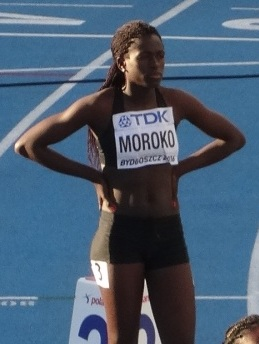
Galefele Moroko – ausgeschieden als Sechste des vierten Vorlaufs

3. August 2021, 10:09 Uhr (3:09 Uhr MESZ)
| Platz | Name                   | Nation         | Zeit (s) | Anmerkung                                |
| ----- | ---------------------- | -------------- | -------- | ---------------------------------------- |
| 1     | Candice McLeod         | Jamaika        | 51,09    |                                          |
| 2     | Amandine Brossier      | Frankreich     | 51,65    |                                          |
| 3     | Susanne Walli          | Österreich     | 52,19    |                                          |
| 4     | Corinna Schwab         | Deutschland    | 52,29    |                                          |
| 5     | Irini Vasiliou         | Griechenland   | 53,16    |                                          |
| 6     | Galefele Moroko        | Botswana       | 55,89    | SB                                       |
| DSQ   | Nicole Yeargin         | Großbritannien |          | IWR Regel 163, TR17.3.1 – Bahnübertreten |
| DNS   | Cynthia Bolingo Mbongo | Belgien        |          |                                          |

### Lauf 5

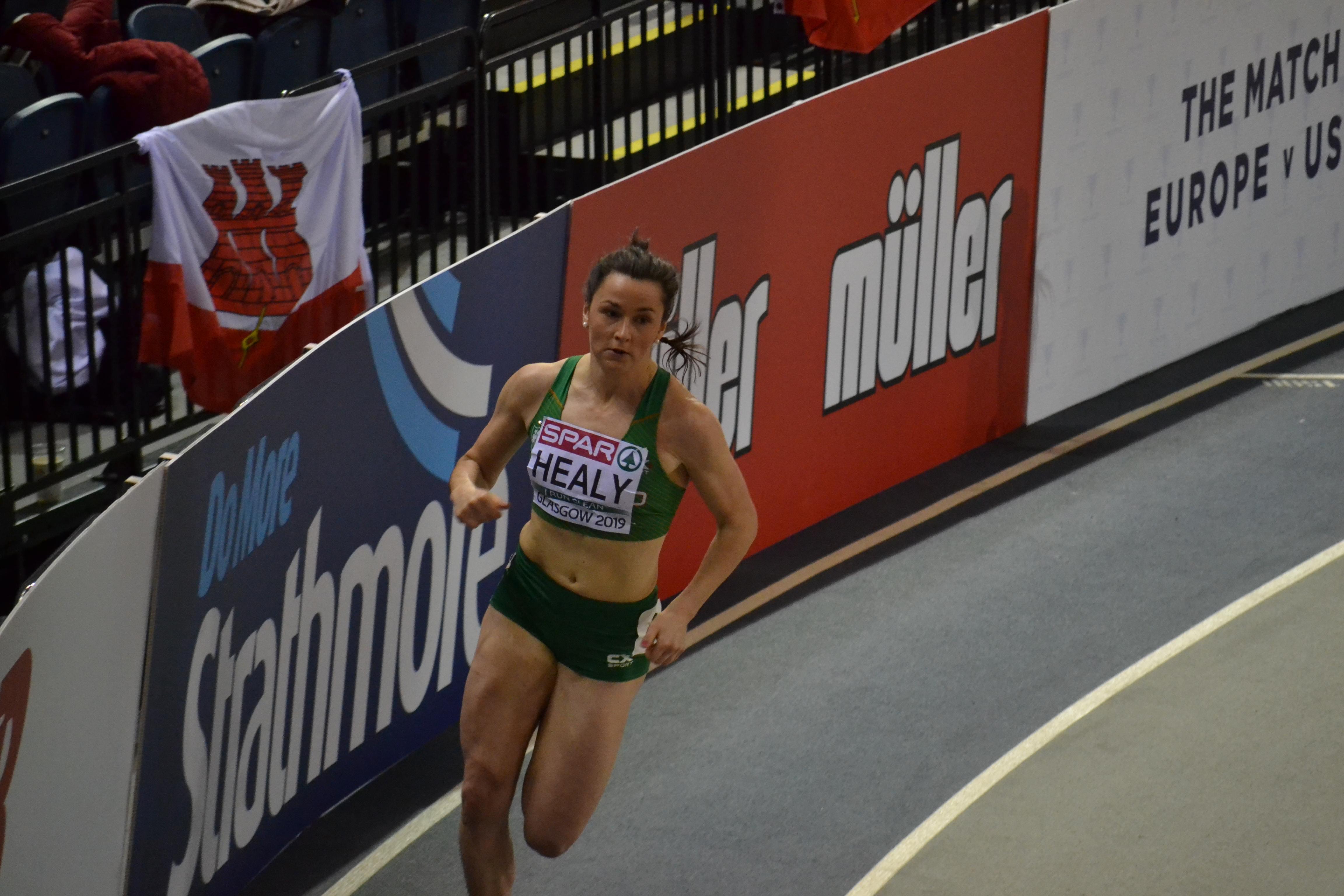
Phil Healy – ausgeschieden als Vierte des fünften Vorlaufs
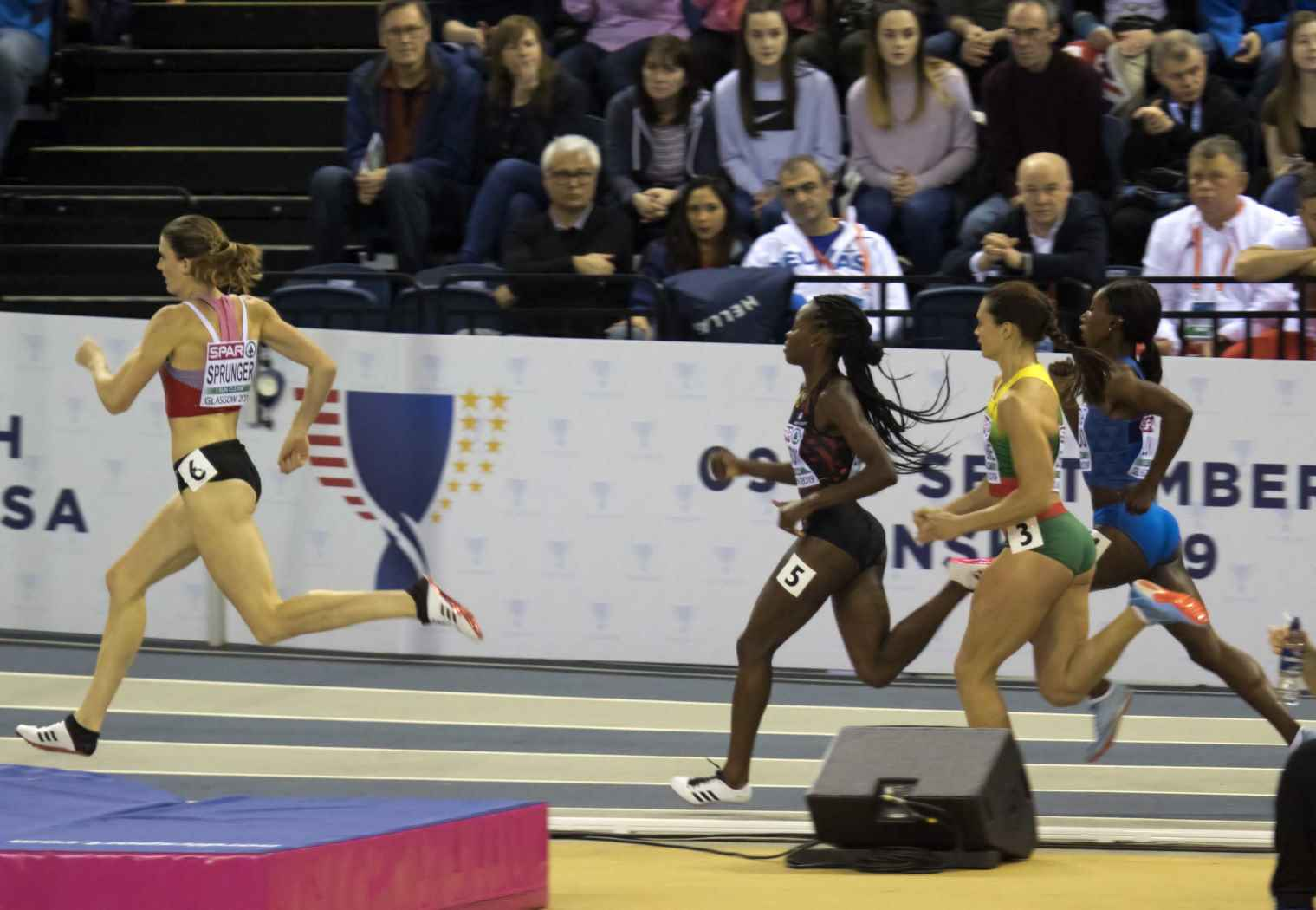
Agnė Šerkšnienė (Nr. 3): – ausgeschieden als Sechste des fünften Vorlaufs
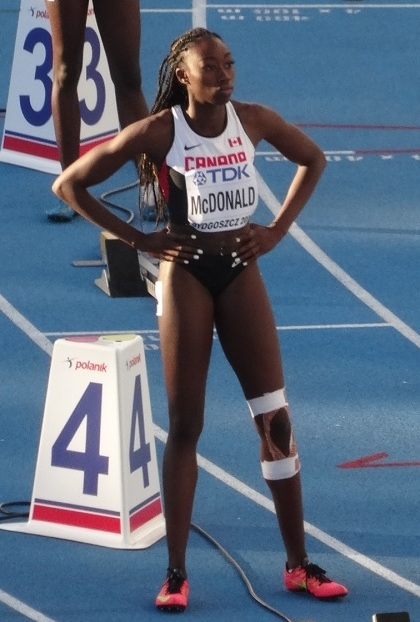
Natassha McDonald – ausgeschieden als Siebte des fünften Vorlaufs

3. August 2021, 10:17 Uhr (3:17 Uhr MESZ)
| Platz | Name                    | Nation  | Zeit (s) | Anmerkung |
| ----- | ----------------------- | ------- | -------- | --------- |
| 1     | Stephenie Ann McPherson | Jamaika | 50,89    |           |
| 2     | Natalia Kaczmarek       | Polen   | 51,06    |           |
| 3     | Paola Morán             | Mexiko  | 51,18    | SB        |
| 4     | Phil Healy              | Irland  | 51,98    |           |
| 5     | Hellen Syombua          | Kenia   | 52,70    |           |
| 6     | Agnė Šerkšnienė         | Litauen | 52,78    |           |
| 7     | Natassha McDonald       | Kanada  | 53,54    |           |

### Lauf 6
3. August 2021, 10:25 Uhr (3:25 Uhr MESZ)
| Platz | Name                  | Nation                  | Zeit (s) | Anmerkung |
| ----- | --------------------- | ----------------------- | -------- | --------- |
| 1     | Marileidy Paulino     | Dominikanische Republik | 50,06    |           |
| 2     | Wadeline Jonathas     | USA                     | 50,93    |           |
| 3     | Lieke Klaver          | Niederlande             | 51,37    |           |
| 4     | Aauri Bokesa          | Spanien                 | 51,89    | SB        |
| 5     | Eleni Artymata        | Zypern                  | 51,91    |           |
| 6     | Barbora Malíková      | Tschechien              | 52,83    |           |
| 7     | Shalysa Wray          | Cayman Islands          | 53,61    |           |
| 8     | Christine Botlogetswe | Botswana                | 53,99    | SB        |

## Halbfinale
Das Halbfinale umfasste drei Läufe. Für das Finale qualifizierten sich pro Lauf die ersten beiden Athletinnen (hellblau unterlegt). Darüber hinaus kamen die zwei Zeitschnellsten, die sogenannten Lucky Loser (hellgrün unterlegt), weiter.

### Lauf 1

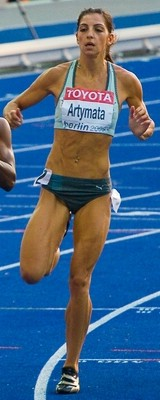
Eleni Artymata – ausgeschieden als Fünfte des ersten Halbfinals
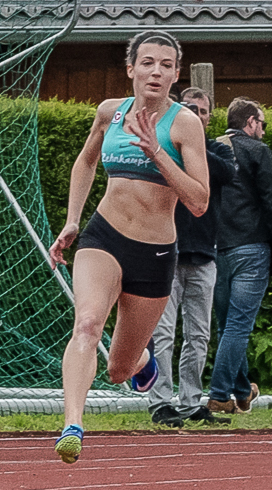
Susanne Walli – ausgeschieden als Sechste des ersten Halbfinals
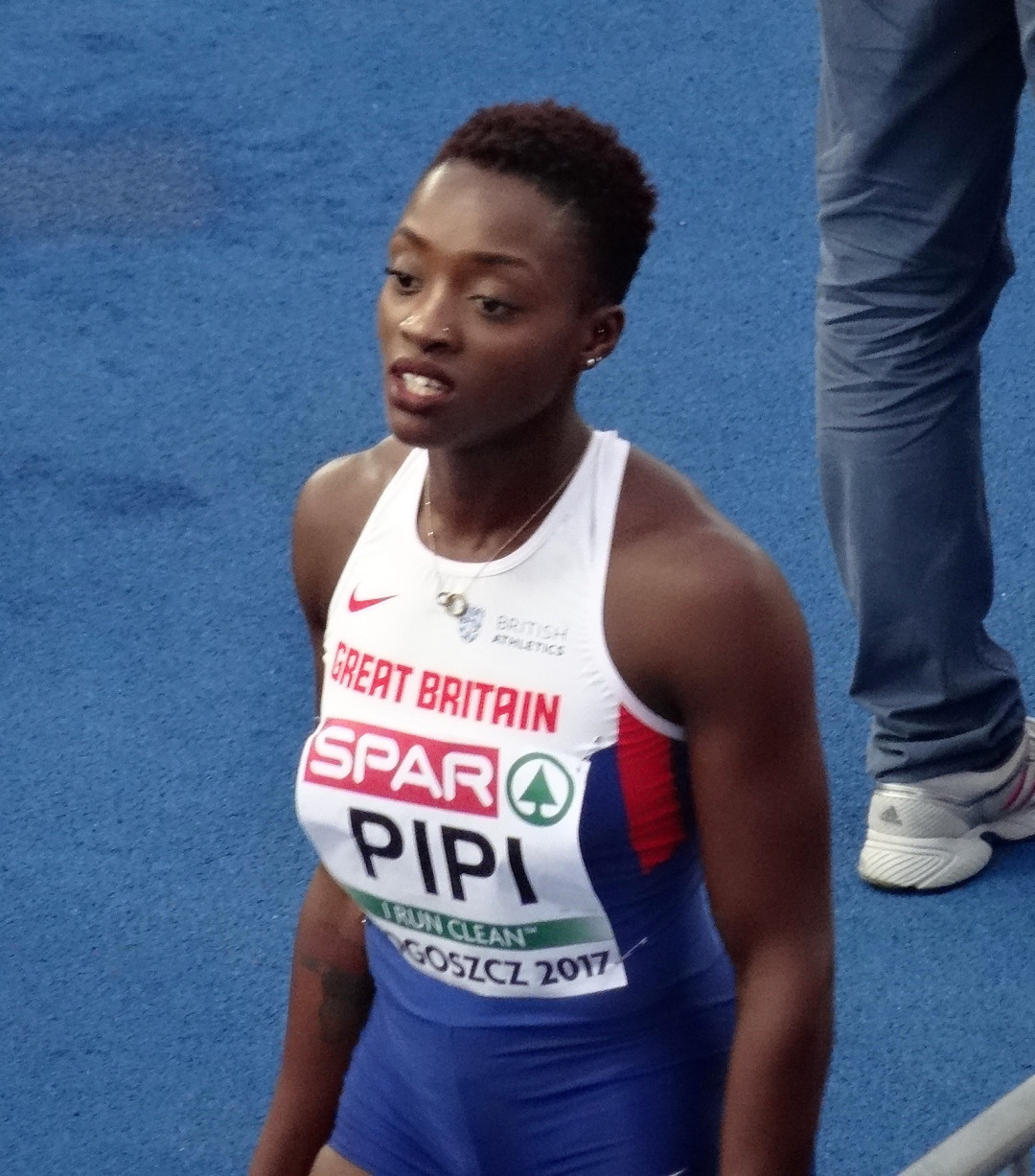
Ama Pipi – ausgeschieden als Siebte des ersten Halbfinals

4. August 2021, 19:30 Uhr (12:30 Uhr MESZ)
| Platz | Name              | Nation                  | Zeit (s) | Anmerkung |
| ----- | ----------------- | ----------------------- | -------- | --------- |
| 1     | Marileidy Paulino | Dominikanische Republik | 49,38    | NR        |
| 2     | Candice McLeod    | Jamaika                 | 49,51    | PB        |
| 3     | Roxana Gómez      | Kuba                    | 49,71    | PB        |
| 4     | Quanera Hayes     | USA                     | 49,81    |           |
| 5     | Eleni Artymata    | Zypern                  | 50,80    | NR        |
| 6     | Susanne Walli     | Österreich              | 51,52    | PB        |
| 7     | Ama Pipi          | Großbritannien          | 51,59    |           |
| 8     | Lada Vondrová     | Tschechien              | 51,62    |           |

### Lauf 2

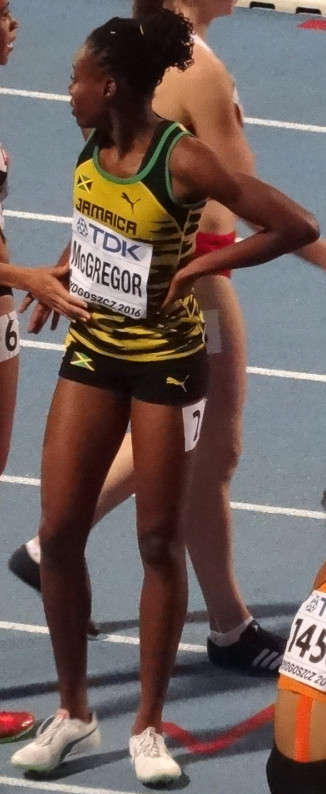
Roneisha McGregor – ausgeschieden als Dritte des ersten Halbfinals

4. August 2021, 19:38 Uhr (12:38 Uhr MESZ)
| Platz | Name                | Nation         | Zeit (s) | Anmerkung |
| ----- | ------------------- | -------------- | -------- | --------- |
| 1     | Shaunae Miller-Uibo | Bahamas        | 49,60    |           |
| 2     | Jodie Williams      | Großbritannien | 49,97    | PB        |
| 3     | Roneisha McGregor   | Jamaika        | 50,34    |           |
| 4     | Wadeline Jonathas   | USA            | 50,51    |           |
| 5     | Paola Morán         | Mexiko         | 51,06    | SB        |
| 6     | Lieke Klaver        | Niederlande    | 51,37    |           |
| 7     | Aliyah Abrams       | Guyana         | 51,46    |           |
| 8     | Aauri Bokesa        | Spanien        | 51,57    | PB        |

Weitere im ersten Halbfinale ausgeschiedene Läuferinnen:

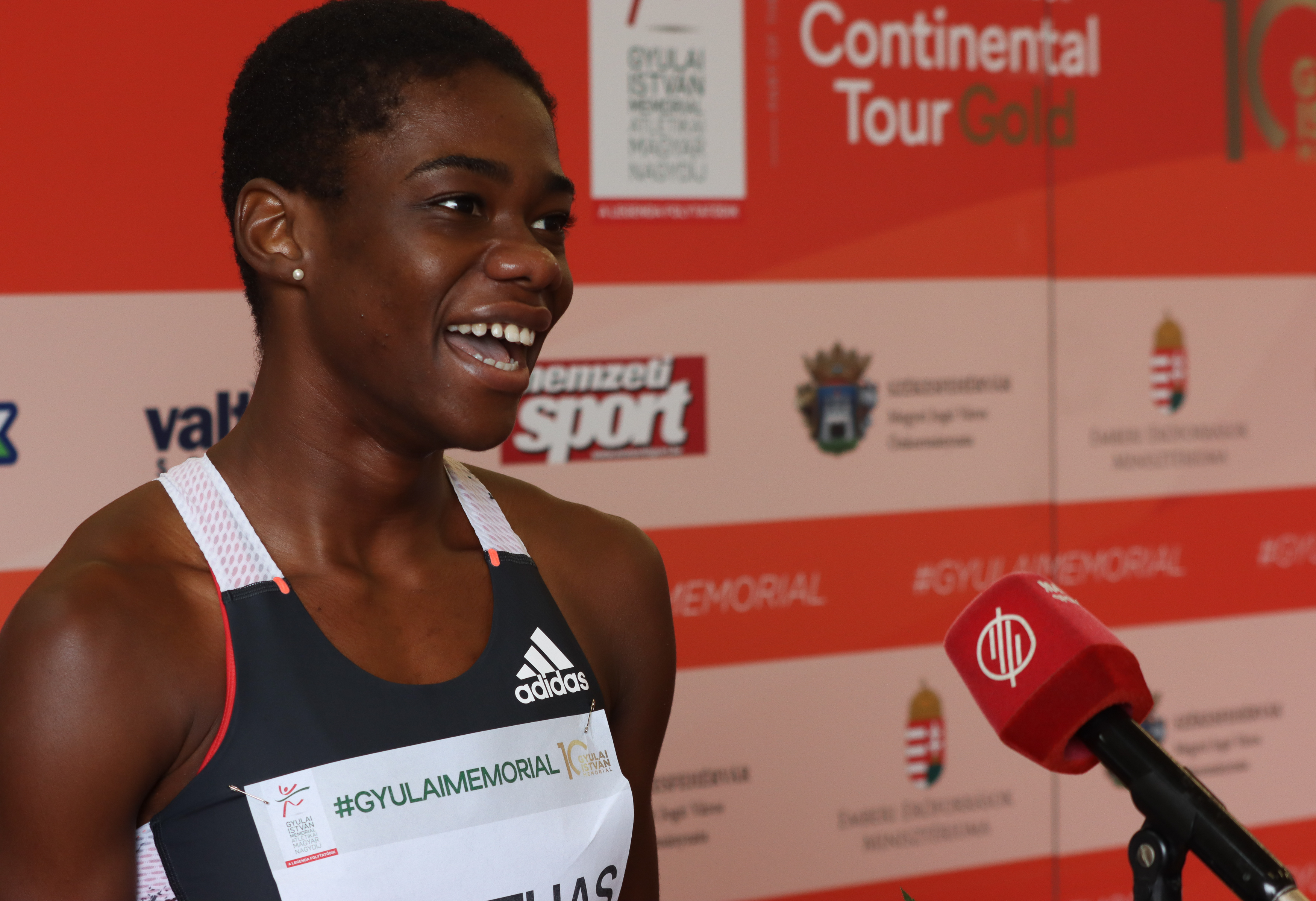
Wadeline Jonathas – Rang drei
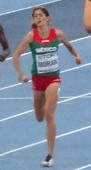
Paola Morán – Rang fünf
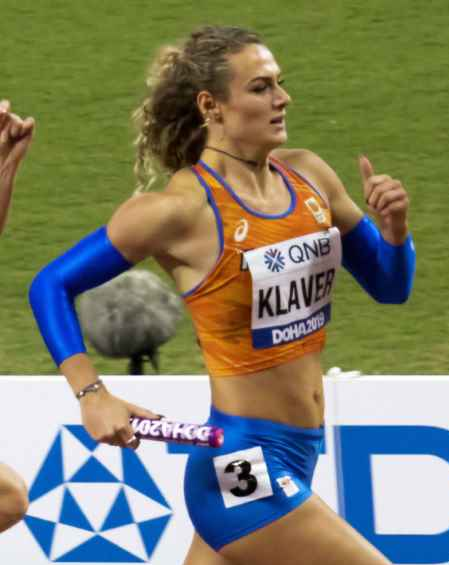
Lieke Klaver – Rang sechs
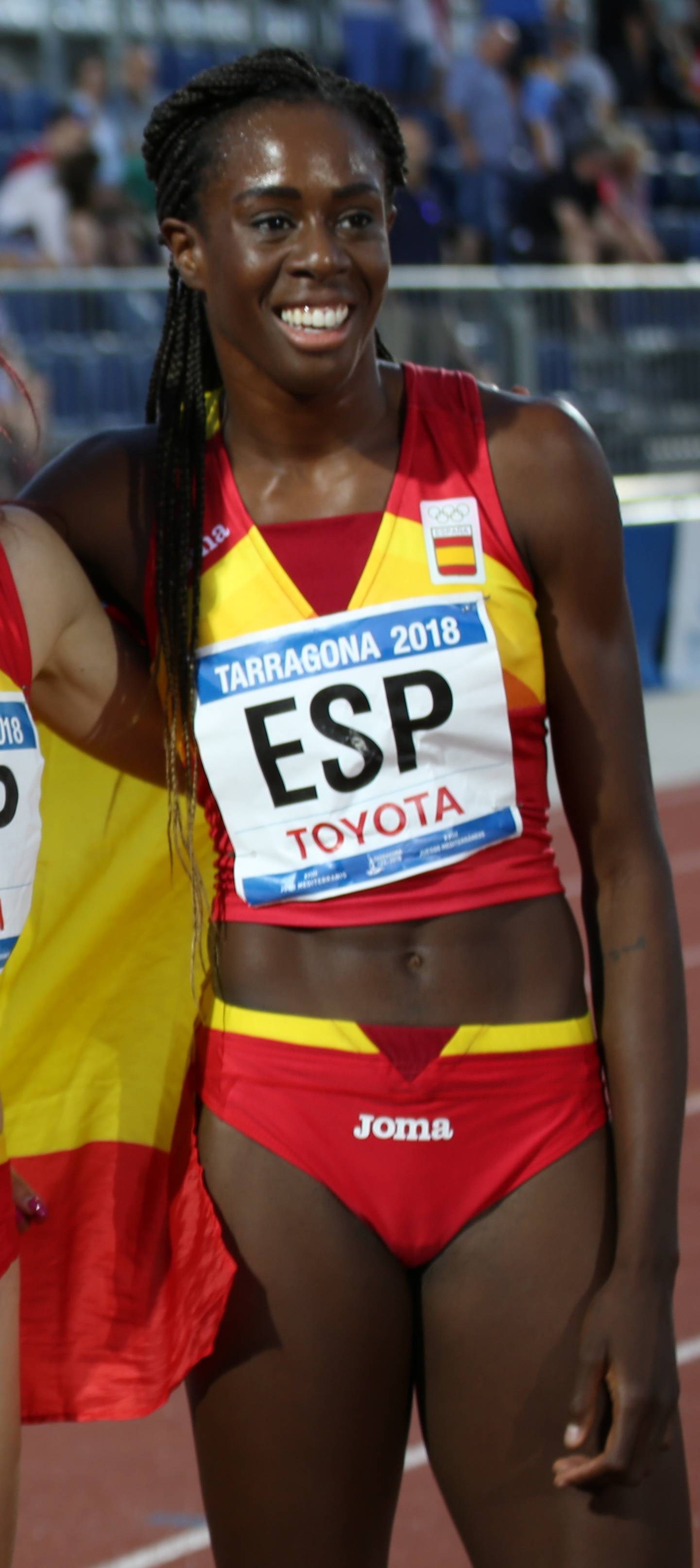
Aauri Bokesa – Rang acht

### Lauf 3

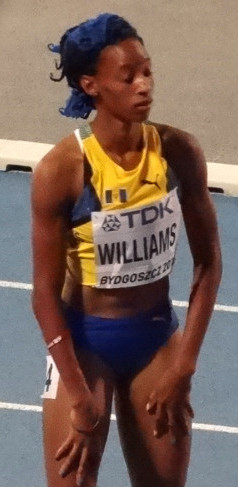
Sada Williams – ausgeschieden als Dritte des dritten Halbfinals

4. August 2021, 19:46 Uhr (12:46 Uhr MESZ)
| Platz | Name                    | Nation      | Zeit (s) | Anmerkung |
| ----- | ----------------------- | ----------- | -------- | --------- |
| 1     | Stephenie Ann McPherson | Jamaika     | 49,34    | PB        |
| 2     | Allyson Felix           | USA         | 49,89    | SB        |
| 3     | Sada Williams           | Barbados    | 50,11    | NR        |
| 4     | Natalia Kaczmarek       | Polen       | 50,79    |           |
| 5     | Kyra Constantine        | Kanada      | 51,22    |           |
| 6     | Amandine Brossier       | Frankreich  | 51,30    |           |
| 7     | Cátia Azevedo           | Portugal    | 51,32    |           |
| 8     | Lisanne de Witte        | Niederlande | 52,09    |           |

Weitere im dritten Halbfinale ausgeschiedene Läuferinnen:

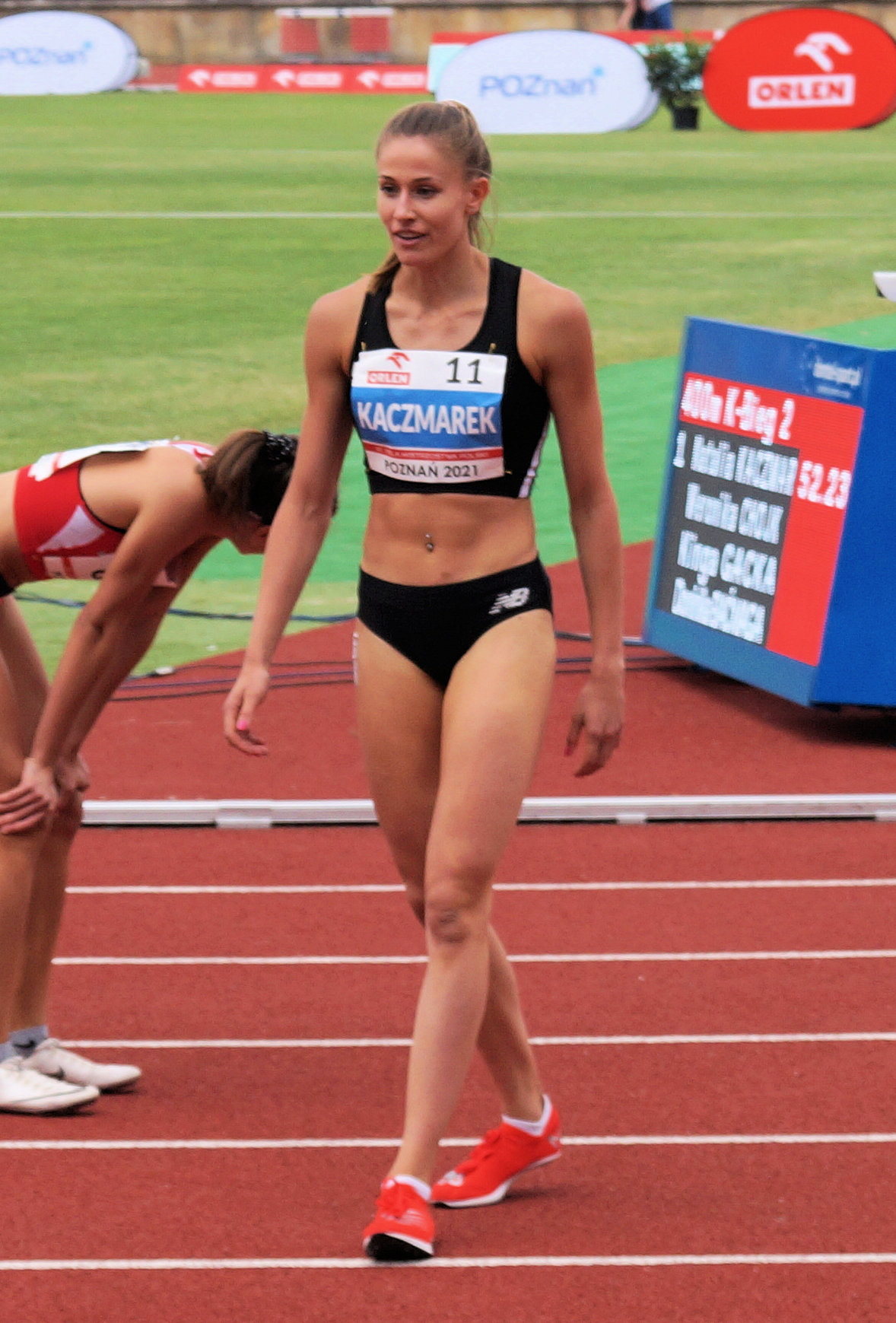
Natalia Kaczmarek – Rang vier
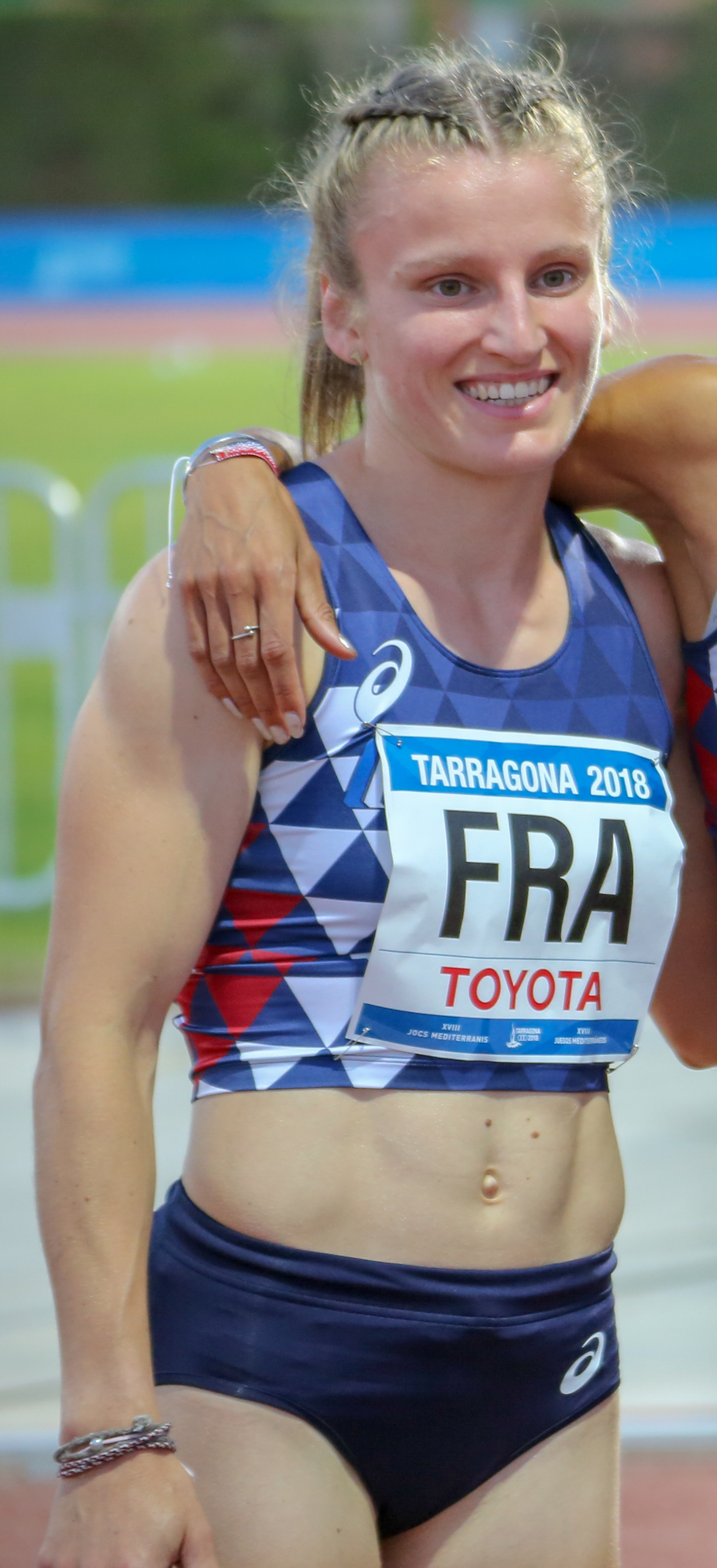
Amandine Brossier – Rang sechs
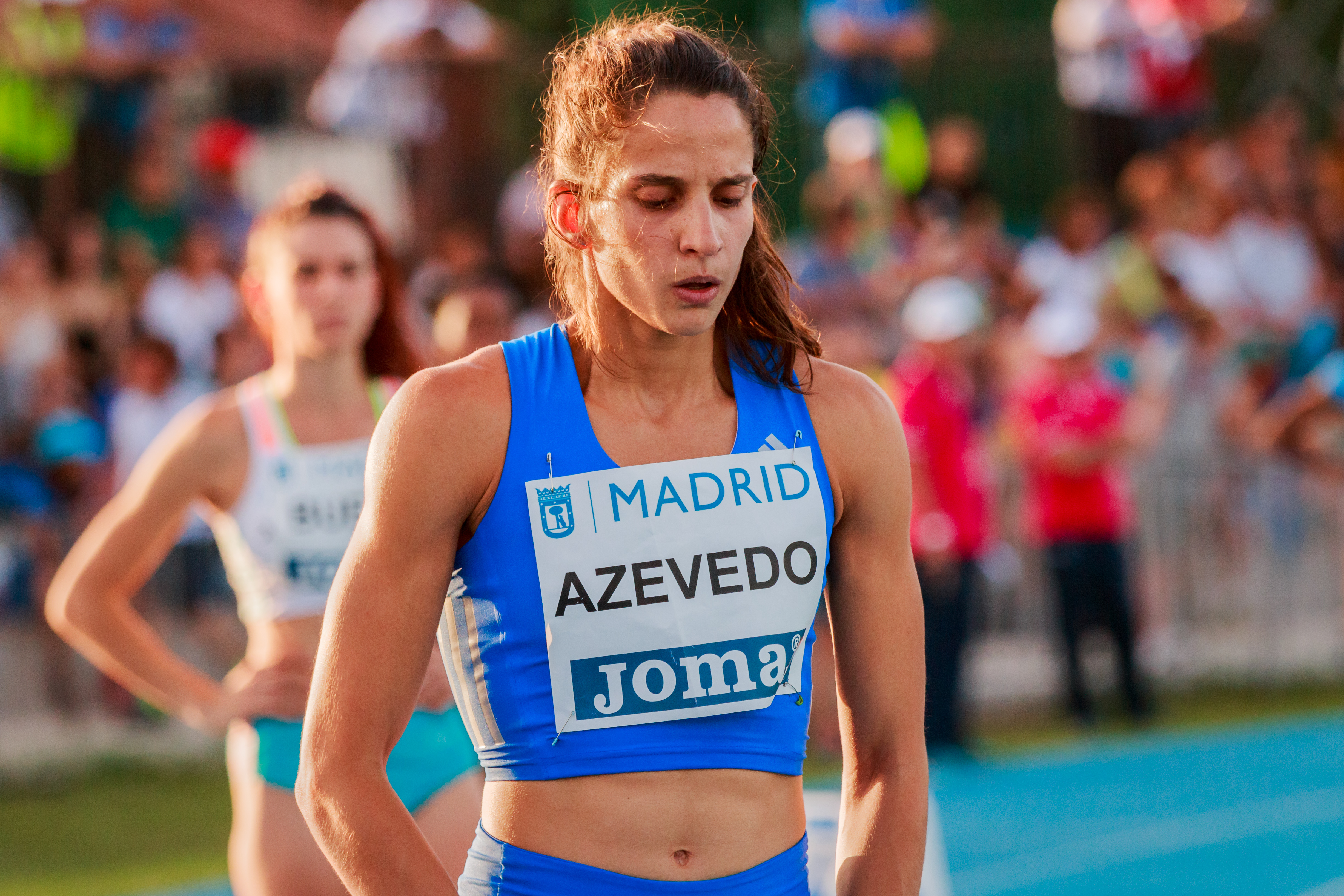
Cátia Azevedo – Rang sieben
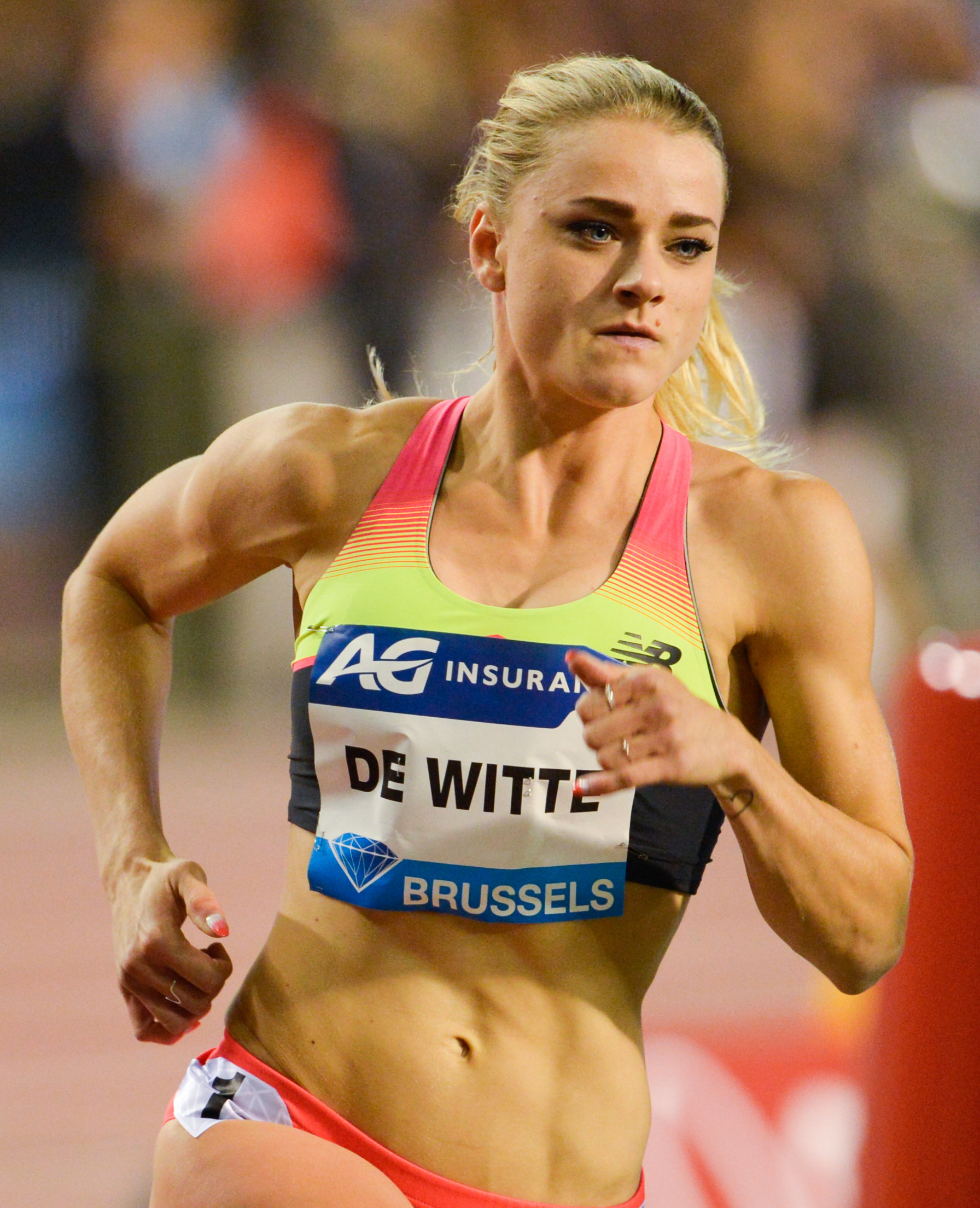
Lisanne de Witte – Rang acht

## Finale

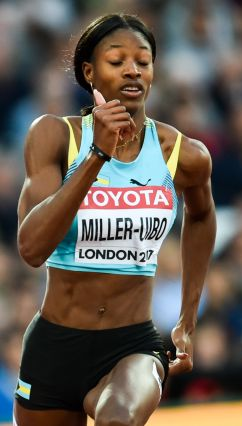
Mit einem neuen Kontinentalrekord für Amerika nur knapp über dem Olympiarekord wiederholte Shaunae Miller-Uibo ihren Olympiasieg von 2016

6. August 2021, 21:35 Uhr (14:35 Uhr MESZ)
| Platz | Name                    | Nation                  | Zeit (s) | Anmerkung |
| ----- | ----------------------- | ----------------------- | -------- | --------- |
| 1     | Shaunae Miller-Uibo     | Bahamas                 | 48,36    | AM        |
| 2     | Marileidy Paulino       | Dominikanische Republik | 49,20    | NR        |
| 3     | Allyson Felix           | USA                     | 49,46    | SB        |
| 4     | Stephenie Ann McPherson | Jamaika                 | 49,61    |           |
| 5     | Candice McLeod          | Jamaika                 | 49,87    |           |
| 6     | Jodie Williams          | Großbritannien          | 49,97    | PB        |
| 7     | Quanera Hayes           | USA                     | 50,88    |           |
| DNF   | Roxana Gómez            | Kuba                    |          |           |

Die Jamaikanerin Stephenie Ann McPherson ging das Rennen am schnellsten an und lag kurz vor Streckenhälfte knapp vorn. Doch in der Zielkurve schob sich das Feld ganz vorne zunächst etwas zusammen. Die Läuferinnen auf den äußeren Bahnen Jodie Williams aus Großbritannien, die US-Amerikanerin Allyson Felix und vor allem die jamaikanische Olympiasiegerin von 2016 Shaunae Miller-Uibo schlossen zu McPherson auf. Noch bevor es auf die Zielgerade ging, zog Miller-Uibo an ihren Konkurrentinnen vorbei. Hinter ihr lagen McPherson, Felix, Williams und die inzwischen herangekommene Marileidy Paulino aus der Dominikanischen Republik auf fast gleicher Höhe.
Jetzt musste das Stehvermögen über die Verteilung der Medaillen entscheiden. Ganz vorne lief Shaunae Miller-Uibo unwiderstehlich dem Olympiasieg entgegen. Mit ihrer Zeit von 48,36 Sekunden stellte sie einen neuen Kontinentalrekord für Amerika auf und blieb nur elf Hundertstelsekunden über Marie-José Pérecs Olympiarekord aus dem Jahr 1996. Marileidy Paulino sicherte sich 84 Hundertstelsekunden dahinter in 49,20 s die Silbermedaille, das war ein neuer Landesrekord. Eng ging es im Kampf um Bronze zu zwischen Felix und McPherson. Allyson Felix setzte sich schließlich durch und eroberte in 49,46 s den dritten Platz. Stephenie Ann McPherson wurde Vierte mit einem Rückstand von fünfzehn Hundertstelsekunden. Rang fünf belegte ihre Landsfrau Candice McLeod vor Jodie Williams. Diese sechs Läuferinnen blieben unter fünfzig Sekunden in diesem Finale. Der siebte Platz ging an die US-Amerikanerin Quanera Hayes. Die achte Finalteilnehmerin Roxana Gómez aus Kuba hatte das Rennen schon in der Startkurve verletzungsbedingt abgebrochen.
Shaunae Miller-Uibo war nach Marie-José Pérec (Siegerin 1992/1996) die zweite Frau, die ihren Olympiasieg über 400 Meter wiederholen konnte.
Die 24-jährige Marileidy Paulino errang ihre zweite Silbermedaille bei diesen Spielen, nachdem sie mit der neu eingeführten gemischten 4-mal-400-Meter-Staffel am ersten Wochenende der Leichtathletik-Wettbewerbe Zweite geworden war.
Die 35-jährige Felix, die an ihren fünften und letzten Spielen teilnahm, gewann ihre bereits zehnte olympische Medaille, von denen sechs aus Gold waren. Es war ihre erste Bronzemedaille und eine weitere goldene sollte wenige Tage später mit ihrer 4-mal-400-Meter-Staffel noch dazukommen. Damit war sie die Leichtathletin mit den meisten olympischen Medaillen vor der aus Jamaika stammenden Merlene Ottey. In der Anzahl der Medaillen zog Felix zunächst gleich mit ihrem Landsmann Carl Lewis und überholte ihn mit dem Gewinn von Staffelgold anschließend noch.

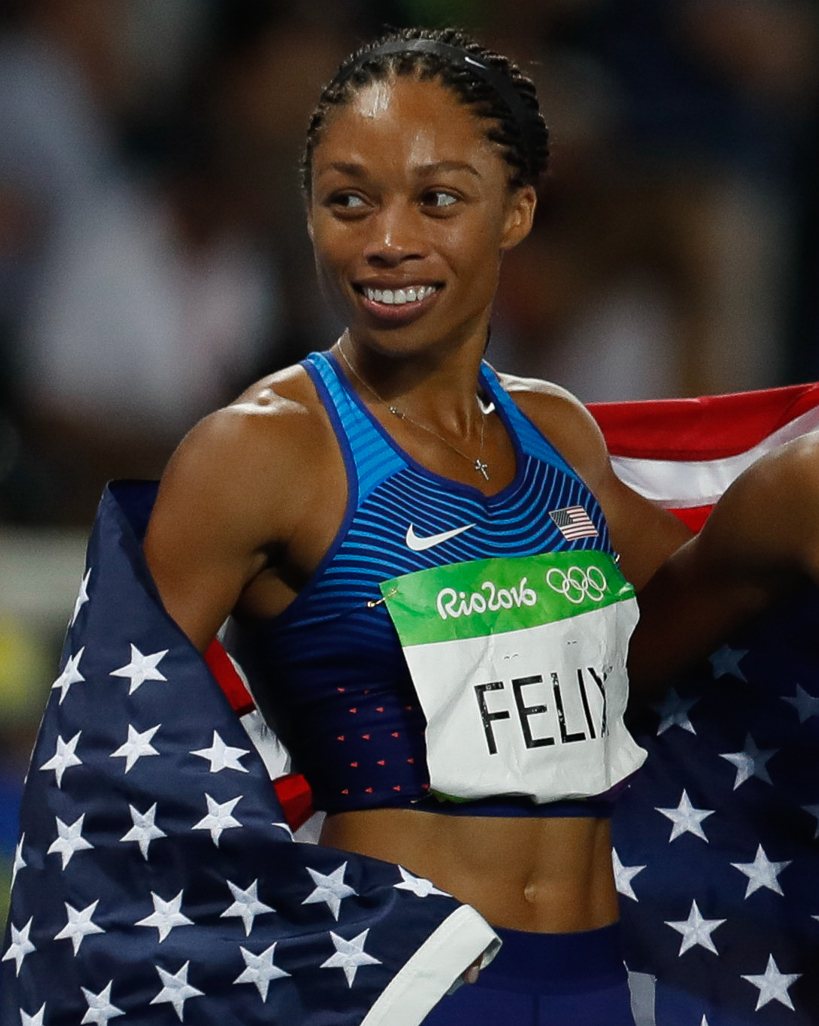
Mit Bronze errang Allyson Felix ihre insgesamt zehnte olympische Medaille (sechs davon aus Gold) – eine elfte (wiederum aus Gold) sollte in der 4-mal-400-Meter-Staffel noch dazukommen
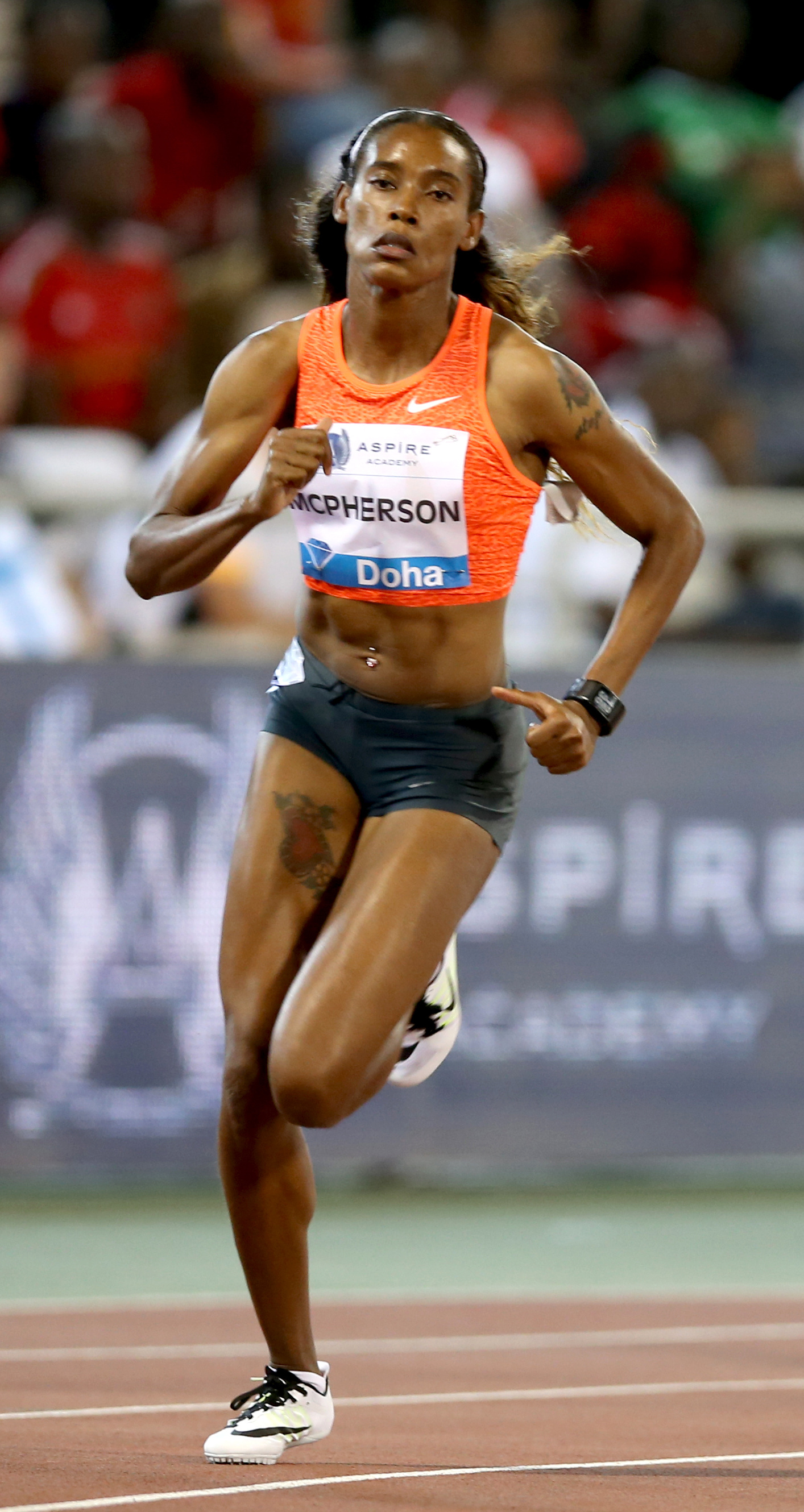
Stephenie Ann McPherson kam auf den vierten Platz
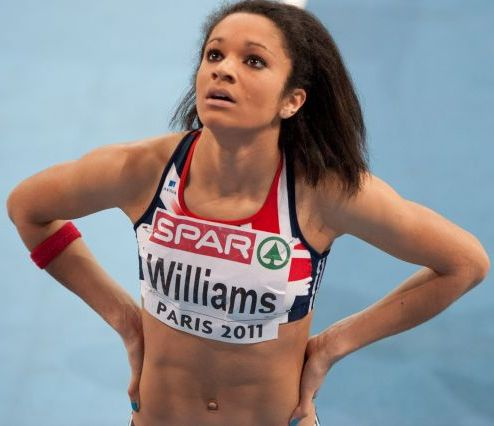
Jodie Williams belegte Rang sechs
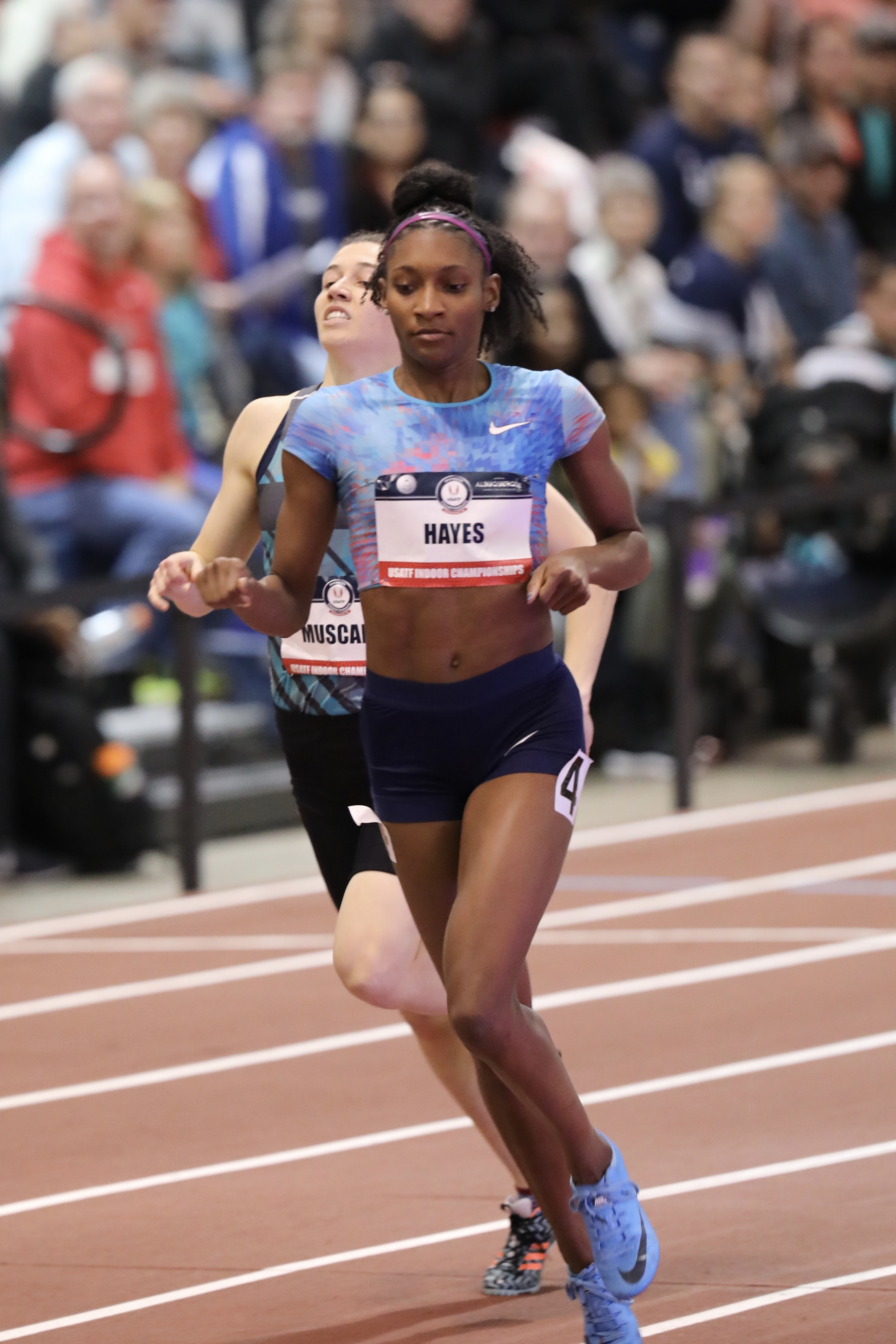
Die siebtplatzierte Quanera Hayes
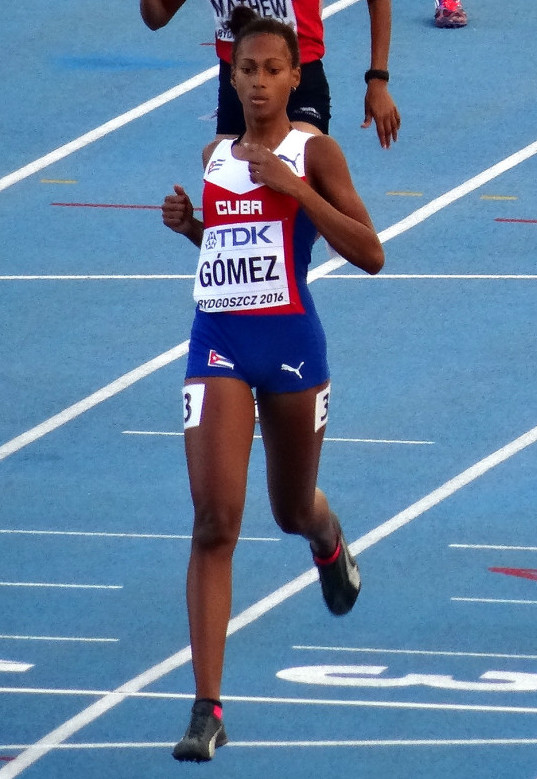
Roxana Gómez beendete ihr Finalrennen verletzungsbedingt nicht

## Videolinks
- Women's 400M - Athletics, FINAL - Highlights, Olympic Games - Tokyo 2020, youtube.com, abgerufen am 29. Mai 2022
- Women’s 400M Semi Final 3 - ATHLETICS, Highlights, Olympic Games - Tokyo 2020, youtube.com, abgerufen am 29. Mai 2022